# 専誉
専誉（せんよ、享禄3年（1530年） - 慶長9年5月5日（1604年6月2日））は僧。「専誉僧正（せんよそうじょう）」の名で知られる、真言宗豊山派の第一祖。
和泉国大鳥郡（現・大阪府堺市）において石垣家に生まれた。天文11年（1542年）に出家し、専誉と称する。天正12年（1584年）に根来寺学頭に就任。羽柴秀吉による根来焼き討ち後、高野山・醍醐寺・和泉国分寺に移る。その後、豊臣秀長に招聘されて長谷寺に入山。慶長9年（1604年）5月5日、75歳で入寂。